# Rhynchonema lyngei
Rhynchonema lyngei är en rundmaskart. Rhynchonema lyngei ingår i släktet Rhynchonema och familjen Monhysteridae. Arten är reproducerande i Sverige. Inga underarter finns listade i Catalogue of Life.